# René Dumont
René Dumont (Cambrai, 13 de març de 1904 - 18 de juny de 2001) va ser un enginyer agrònom, sociòleg i ecologista francès.

## Biografia
El seu pare era professor d'enginyeria agrònoma i el seu avi era agricultor. Es va graduar a l'Institut National Agronomique Paris-Grignon com a enginyer agrònom. Enviat al Vietnam el 1929 en acabar els estudis, es mostrar en desacord amb el colonialisme i va tornar a París per passar la major part de la seva vida (1933-1974) com a professor de ciències agrícoles.
René Dumont va començar la seva carrera com a promotor de la mecanització i de la utilització de fertilitzants químics. Va escriure articles a la revista setmanal La Terre Française defensant el corporativisme agrari. No obstant això, va ser un dels primers a denunciar els danys causats per la Revolució Verda i a combaté el productivisme agrícola. Dumont fou un expert de l'Organització de les Nacions Unides per a l'Agricultura i l'Alimentació i va escriure una trentena de llibres sobre qüestions relacionades amb el control demogràfic, l'estalvi energètic, la preservació de la qualitat del sòl i la cooperació internacional en clau de justícia social.
Al seu parer, el desenvolupament no és una qüestió de diners, fertilitzants o llavors, sinó el resultat equilibrat dels tres elements. Va advocar per les relacions entre els éssers humans basades en l'agricultura ecològica i el desenvolupament industrial equilibrat.
Avançat al seu temps, el més famós agrònom francès, conegut per les seves bufandes vermelles, va sorprendre als francesos en mostrar a la televisió una poma i un got d'aigua, dient-los com de preciosos eren aquests recursos, i predient el preu futur de l'oli.
Dumont va ser un dels primers pensadors a explicar les conseqüències del que més endavant s'anomenaria globalització: explosió demogràfica, productivisme, contaminació, viles misèria, desnutrició i creixent diferència pel que fa a la riquesa entre els països del nord i del sud. També va ser un dels primers a utilitzar el concepte de «desenvolupament sostenible».
Es va postular per a president el 1974 com el primer candidat ecologista i va aconseguir el 1,32% dels vots. El seu director de campanya va ser Brice Lalonde. Aquestes eleccions van obrir el camí de l'ecologia política, posant èmfasi en la raó de ser dels països subdesenvolupats, contra la guerra, contra el capitalisme i a favor de la solidaritat entre els pobles.
Dumont és considerat com l'antecedent del Partit Verd francès. En un comunicat, el Partit Verd va considerar Dumont «l'home que va fer possible portar les polítiques ambientals d'una manera directa i natural al món polític».
Va escriure un llibre que va ser èxit de vendes, L'Afrique noire est mal partie (1962). Dumont va ser un membre fundador d'ATTAC.

## Obra publicada
- Cuba, Socialism and Development, Grove Press, 1970
- Cuba, és socialista? Editorial Tiempo Nuevo, Veneçuela, 1970
- Voyages en France d'un agronome, Nouv. éd. rev. et augm., París: Génin, 1956
- Révolution dans les campagnes chinoises, París: Éd. du Seuil, 1957
- Terres vivantes, París: Plon, 1961, engl. Lands Alive, Merlin Press, 1964
- L'Afrique noire est mal partie, 1962, engl. False start in Africa, New York, Praeger 1966
- Nous allons à la famine, engl. The hungry future, New York, NY [etc.] : Praeger, 1969
- Types of Rural Economy: Studies in World Agriculture, London: Methuen, 1970
- Notes sur les implications sociales de la "révolution verte" dans quelques pays d'Afrique, Genève, 1971
- La campagne de René Dumont et du mouvement écologique: naissance de l'écologie politique; déclarations, interviews, tracts, manifestes, articles, rapports, sondages, récits et nombreux autres textes, París: Pauvert, 1974
- L'Utopie ou la Mort, 1973, engl. Utopia or Else, Universe Pub, 1975
- Agronome de la faim, París: Laffont, 1974
- Chine, la révolution culturale, París: Seuil, 1976
- L'Afrique étranglée, 1980, Nouv. éd., rev., corr. et mis à jour: París: Éd. du Seuil, 1982, engl. Stranglehold on Africa, London: Deutsch, 1983
- The growth of hunger: a new politics of agriculture, London: Boyars, 1980
- Finis Les Lendemains Qui Chantent
  - T.1 : Albanie, Pologne, Nicaragua, París: Seuil, 1983
  - T.2 : Surpeuplée, Totalitaire, La Cnine Decollectivise, París: Seuil, 1984
  - T.3 : Bangladesh-Nepal, "L'Aide" Contre Le developpement, París: Seuil, 1985
- Pour l'Afrique, j'accuse: le journal d'un agronome au Sahel en voie de destruction, París: Plon, 1986
- Un monde intolérable: li libéralisme en question, Paris : Éd. du Seuil, 1988
- Démocratie pour l'Afrique: la longue marche de l'Afrique noire vers le liberté, París: Éd. du Seuil, 1991 [ed. cast. Democracia para África, Editorial Bellaterra, 2000)[3]
- Le culture du riz dans le delta du Tonkin, París: Maison des Sciences de l'Homme, 1995